# Hedda (film)
Hedda je filmová adaptace hry Heda Gablerová norského dramatika Henrika Ibsena z roku 1975. V hlavních rolích se představili Peter Eyre, Glenda Jacksonová a Patrick Stewart a jeho režisérem byl Trevor Nunn.
Jde o první (a doposud jediné) filmové zpracování této hry v angličtině. Dříve byla hra již několikrát zfilmována, nicméně vždy pouze pro televizní vysílání.
Glenda Jackson byla za svou roli nominována na Oscara za nejlepší ženský herecký výkon. Film byl také představen na Filmovém festivalu v Cannes, ale nebyl zapsán do hlavní soutěže.

## Obsazení
| Glenda Jacksonová | Hedda Gabler   |
| Peter Eyre        | Jørgen Tesman  |
| Timothy West      | Brack          |
| Jennie Linden     | Thea Elvsted   |
| Patrick Stewart   | Ejlert Løvborg |
| Constance Chapman | Juliane Tesman |
| Pam St. Clement   | Berthe         |